# Turanobius hissaricus
Espèce
Turanobius hissaricus est une espèce d'araignées aranéomorphes de la famille des Oecobiidae.

## Distribution
Cette espèce est endémique de la région de subordination républicaine au Tadjikistan,. Elle se rencontre vers Soni.

## Description
Le mâle holotype mesure 2,88 mm.

## Systématique et taxinomie
Cette espèce a été décrite par Zamani, Marusik et Fomichev en 2024.

## Étymologie
Son nom d'espèce lui a été donné en référence au lieu de sa découverte, les monts Hissar.

## Publication originale
(juin 2024).
- Zamani, Marusik & Fomichev, 2024 : « A new genus of Oecobiinae (Araneae: Oecobiidae) from Iran and Central Asia. » Journal of Natural History, vol. 58, no 21/24, p. 737-749.